# دفتر خانواده

نماد دفتر خانواده

دفتر خانواده (انگلیسی: Family office) یا شرکت خانواده، یک شرکت خصوصی است که در زمینه مدیریت سرمایه‌گذاری و دارایی‌های خانوادگی، فعالیت می‌کند. سرمایه مالی این شرکت‌ها، ثروت شخصی خانوادگی می‌باشد، که اغلب از دارایی‌های نسل‌های پیشین خانواده، انباشته شده‌است. در گذشته دفاتر سنتی خانواده‌ها، خدمات شخصی مانند مدیریت کارکنان خانوار و ترتیب دادن سفرهای خانوادگی را ارائه می‌دادند. این دفاتر امروزه خدماتی چون مدیریت سرمایه‌گذاری و اموال، آموزش، حسابداری روزانه، فعالیت‌های بشردوستانه، برنامه‌ریزی و مدیریت امور حقوقی را نیز پوشش می‌دهند.